# W-Klasse (1915)
Die W-Klasse war eine Klasse von vier U-Booten der Royal Navy, die an die Regia Marina abgegeben wurde. Die Boote wurden nach dem italienischen Kriegseintritt in den Ersten Weltkrieg auf Seiten der Entente an die italienische Marine verkauft.

## Baugeschichte
Die vier Boote der W-Klasse wurden in zwei Baureihen als Zweihüllenboote gebaut, die sich geringfügig in den Schiffsmaßen unterschieden. Sie wurden zwischen Oktober 1913 und März 1914 für die Royal Navy bei Armstrong-Whitworth auf Kiel gelegt.
Nach den Vorstellungen der Britischen Admiralität sollten die Boote als Küsten-U-Boote eingesetzt werden. Armstrong konzipierte dazu eine vollständig neue Bootsklasse, die Elemente sowohl der vom französischen Ingenieur Maxime Laubeuf als auch der vom italienischen Marineingenieur Cesare Laurenti entworfenen U-Boote beinhaltete. Der Bestellung eines ersten Bootes im Juni 1912 folgte im Januar 1913 die Bestellung eines zweiten Bootes. Die für einen Einsatz in der Nordsee entwickelten Boote erwiesen sich ungeeignet für den Einsatz in stürmischer See.
Im Laufe des Jahres 1916 erwarb die italienische Marine die vier Boote. Sie sollten die italienische U-Boot-Flotte in der Adria bis zur Indienststellung der bereits im Bau befindlichen Boote der F-Klasse verstärken. Bei der Übergabe an die Regia Marina war nur das wenige Wochen zuvor in Dienst gestellte U-Boot W 4 neuwertig. Die Boote W 1, W 2 und W 3 waren vor dem Verkauf bereits bei der Royal Navy im Dienst gewesen. Nach der Überführung nach Italien wurden die vier Boote zusätzlich mit einer Flugabwehrkanone Kal. 76/30 mm ausgestattet, die bereits auf den Booten der Pacinotti-Klasse montiert war.
Die Boote der W-Klasse galten als schwer manövrierbar und wiesen im Einsatz erhebliche technische Probleme mit ihren Dieselmotoren auf. Wegen ihrer deswegen begrenzten Einsatzfähigkeit, waren sie während des Seekrieges im Ersten Weltkrieg so gut wie bedeutungslos.

## Boote der Klasse
| Boot | Bauwerft                       | Kiellegung       | Stapellauf         | Indienststellung | Übergabe an die Regia Marina |
| ---- | ------------------------------ | ---------------- | ------------------ | ---------------- | ---------------------------- |
| W 1  | Armstrong-Whitworth, Newcastle | 19. Oktober 1913 | 19. November 1914  | 6. Januar 1915   | 23. August 1916              |
| W 2  | Armstrong-Whitworth, Newcastle | 4. Dezember 1913 | 15. Februar 1915   | Mai 1915         | 23. August 1916              |
| W 3  | Armstrong-Whitworth, Newcastle | 7. März 1914     | 28. Juli 1915      | Februar 1916     | 23. August 1916              |
| W 4  | Armstrong-Whitworth, Newcastle | 23. März 1914    | 11. September 1915 | Juli 1916        | 7. August 1916               |

Quellen

## Einsatz und Verbleib

### Erste Baureihe

#### W 1
Die HMS W 1 wurde nach ihrer Indienststellung bei der Royal Navy der in Humber stationierten 10. U-Boot-Flottille unterstellt. Nach ihrer Abgabe an die Regia Marina wurde das Boot im August 1916 von Portsmouth nach Brindisi zum 3. U-Boot-Geschwader überführt. Bereits bei der Ankunft in Italien befand sich das Boot in einem schlechten Zustand und musste wegen anhaltender Maschinenprobleme in der Marinebasis Tarent generalüberholt werden. Nach der Generalüberholung operierte das Boot ab Januar 1918 von der von Italien besetzten albanischen Hafenstadt Valona aus. Bereits im Mai kehrte es wegen erneuter technischer Probleme nach Tarent zurück und konnte bis zum Kriegsende nicht mehr eingesetzt werden. Am 14. September 1919 wurde die W 1 schließlich außer Dienst gestellt.

#### W 2
Die HMS W 2 war zunächst wie das baugleiche Schwesterboot W 1 der 10. U-Boot-Flottille in Humber an der Nordsee unterstellt. Es musste nach seiner Überführung nach Italien im September 1916 generalüberholt werden, bevor es für den Einsatz in der Adria gegen die k.u.k. Kriegsmarine bereit war. Erst im September 1917 konnte es dem 3. U-Boot-Geschwader in Brindisi unterstellt werden. In den folgenden zwei Monaten führte W 2 zwei Unternehmungen aus. Einmal operierte es gegen feindliche Schiffe im Seegebiet vor dem k.u.k. Marinestützpunkt Cattaro und ein zweites Mal war es mit Küstenschutzaufgaben vor dem Hafen von Brindisi betraut. Im Dezember 1917 wurde es mit Küstenschutzaufgaben nach Valona verlegt. Im April 1918 wurde es der Hydrophon-Schule der italienischen Marine in Gallipoli zur Verfügung gestellt und am 14. März 1919 außer Dienst gestellt.

### Zweite Baureihe

#### W 3
Die gegenüber der zwei Booten der ersten Baureihe leicht abgeänderte HMS W 3 wurde schon sechs Monate nach ihrer Indienststellung bei der Royal Navy im Februar 1916 wieder abgegeben. Nach ihrer Überführung von Portsmouth nach Brindisi zum 3. U-Boot-Geschwader wurde das Boot ab Dezember 1916 unter Kapitänleutnant Ugo Cosentini in der südlichen Adria eingesetzt. Bis Ende 1917 unternahm es drei Feindfahrten entlang der Seewege der k.u.k. Handelsmarine und vor den feindlichen Häfen in der südlichen Adria ohne dabei in Feindberührung zu kommen. Im Januar 1918 übernahm Kapitänleutnant Silvio Arata das Kommando, unter dessen Kommando bis zum Kriegsende im November 1918 weitere 9 Unternehmungen durchgeführt wurden. Anschließend wurde es desarmiert und am 14. September 1919 außer Dienst gestellt.

#### W 4
Das Boot wurde nach seiner Indienststellung als HMS W 4 bei der Royal Navy im Juli 1916 praktisch neuwertig am 7. August 1916 an die italienische Marine übergeben. Als
S 4 nahm es im Dezember 1916 unter Kapitänleutnant Alessandro Giaccone seinen Dienst beim 3. U-Boot-Geschwader in Brindisi auf. Es war das einzige U-Boot der W-Klasse, das im größeren Umfang zu Kriegseinsätzen in der südlichen Adria kam. Am 3. August 1917 brach es von Brindisi zu seiner insgesamt 19. Unternehmung an der montenegrinisch-albanischen Küste auf, von der es nicht zurückkam. Es gilt seitdem als vermisst. Eine Untersuchungskommission unter der Leitung von Admiral Camillo Corsi kam am 16. August 1917 zu dem Schluss, dass das Boot vermutlich nach einem Zusammenstoß mit einer Seemine im Seegebiet zwischen Cattaro und Durazzo mit der gesamten Besatzung verloren ging. Auch Nachforschungen bei den österreichischen Stellen in der Nachkriegszeit brachten keine Erkenntnisse über den Verbleib des Bootes und der Mannschaft.